# IPhone 13
Les iPhone 13, iPhone 13 Mini, iPhone 13 Pro et iPhone 13 Pro Max sont des smartphones, ils forment la 15e génération d'iPhone de la société Apple. Ils succèdent à l'iPhone 12 et précèdent l'iPhone 14.

## Fin de vie
L’iPhone 13 est retiré du site d’Apple le 9 septembre 2024. 
Cependant, l’iPhone 13 Mini est retiré du site d’Apple le 12 septembre 2023. 
Concernant les gammes Pro (iPhone 13 Pro et iPhone 13 Pro Max), les téléphones sont retirés de même le 7 septembre 2022 du site d’Apple.

## Composition
Parmi les différences avec les modèles précédents, on peut noter la réduction de la taille de l'encoche dans la largeur, un léger changement des modules photo arrière pour les modèles 13 et 13 Mini, la disparition des modèles à 64 Go et l'apparition d'une option à 512 Go pour les iPhone 13 et 13 mini et à 1 To pour les iPhone 13 Pro et 13 Pro Max.
L'iPhone 13 est le premier smartphone de la marque à ne plus être protégé, neuf, par un blister en plastique, qui est remplacé par un sceau en papier sur la face avant du smartphone.

### Écran
Les écrans des iPhone 13 et 13 mini sont légèrement améliorés et ont une luminosité maximale standard de 800 cd/m2. Les deux smartphones conservent la même taille d'écran que celle de l'iPhone 12, c'est-à-dire 6,1 pouces pour l'iPhone 13 et 5,4 pouces pour l'iPhone 13 mini.
Les iPhone 13 Pro et 13 Pro Max sont les premiers iPhone à embarquer la technologie ProMotion, initialement présente sur l'iPad Pro et permettant un taux de rafraîchissement variable entre 10 et 120 Hz selon les applications et l'utilisation. Le taux de rafraîchissement varie majoritairement selon l'utilisation qu'en fait l'utilisateur : lors de la lecture d'un texte, si l'usager le lit de façon statique sans trop défiler, alors le taux de rafraîchissement sera de 10 Hz. À l'inverse, si l'utilisateur fait défiler très rapidement son texte alors le taux sera de 90 Hz voire 120 Hz.

### Appareil photo

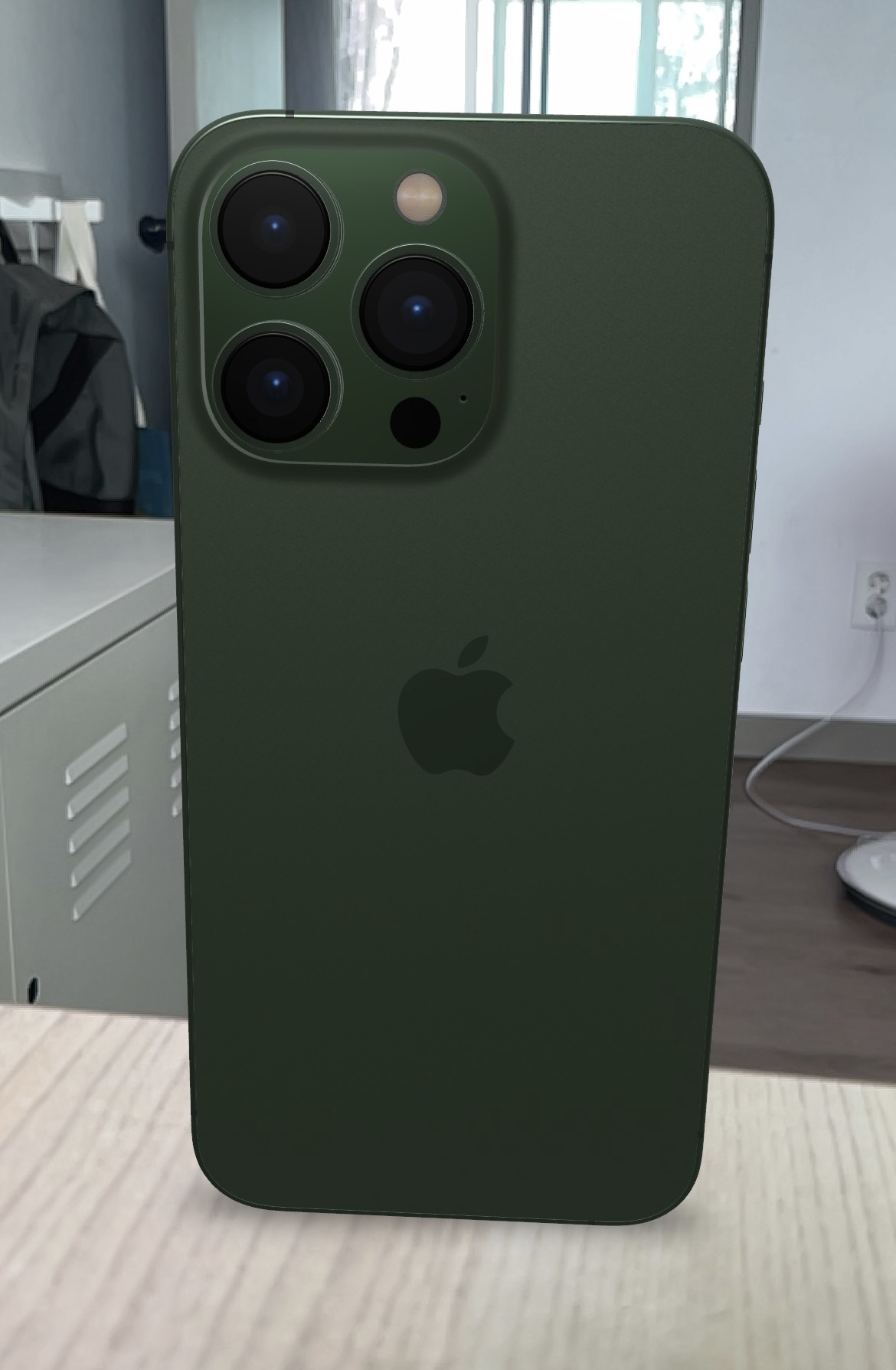
Arrière d'un iPhone 13 Pro

### Vidéo
Apple a mis en avant durant sa keynote le nouveau mode cinématique. Lors du tournage d'une vidéo, le mode cinématique maintient la mise au point sur le sujet souhaité ou le sujet en premier plan. Les transitions du focus se font automatiquement entre les différents sujets et les différents objets. L'IA du système détecte les visages et les multiples personnages présents sur la vidéo, ainsi lorsque le personnage au premier plan tourne la tête vers un sujet ou un objet présent dans le champ, l'iPhone fait automatiquement la mise au point vers celui-ci.
Une fois la vidéo tournée, il est possible de l'éditer et de modifier après-coup vers quel sujet doit se faire la mise au point.

### Processeur et mémoire
Les quatre modèles sont équipés du SoC A15 Bionic, gravé en 5 nanomètres. Pour la première fois, Apple propose deux versions différentes du SoC pour la même génération d'iPhone : les iPhone 13 et 13 mini ont un GPU à quatre cœurs, alors que les iPhone 13 Pro et 13 Pro Max en reçoivent un à cinq cœurs. Ils sont tous équipés de la même quantité de mémoire vive que leurs prédécesseurs, soit 4 Go pour les iPhone 13 et 13 Mini et 6 Go pour les 13 Pro et 13 Pro Max. Au niveau du stockage interne les 4 modèles débutent à 128 Go et les Pro peuvent aller désormais jusqu'à 1 To.

## Logiciel
Il est fourni avec iOS 15 et supporte la dernière version d’iOS 18

## Impact environnemental
Apple publie chaque année des rapports d'analyse de cycle de vie, détaillant l'impact carbone de ses nouveaux smartphones.
| Modèle / Capacité | 128 Go | 256 Go | 512 Go | 1 To   |
| ----------------- | ------ | ------ | ------ | ------ |
| iPhone 13         | 64 kg  | 71 kg  | 83 kg  | N/A    |
| iPhone 13 mini    | 61 kg  | 69 kg  | 81 kg  | N/A    |
| iPhone 13 Pro     | 69 kg  | 76 kg  | 88 kg  | 112 kg |
| iPhone 13 Pro Max | 74 kg  | 81 kg  | 93 kg  | 117 kg |

De plus, à la suite de la suppression de l'adaptateur secteur des emballages l'année dernière, rendant notamment la boite plus fine pour le transport, cette année, c'est le film plastique qui a été supprimé, économisant alors 600 tonnes de plastique.